# Association Suisse de Golf Ladies Open
Het Association Suisse de Golf Ladies Open is een jaarlijks golftoernooi in Zwitserland, dat deel uitmaakt van de Ladies European Tour Access Series. Het werd opgericht in 2014 en vindt sindsdien telkens plaats op de Golfclub Gams-Werdenberg in Gams.
Het toernooi wordt gespeeld in een strokeplay-formule van drie ronden (54-holes) en na de tweede ronde wordt de cut toegepast.

## Winnaressen
| Jaar | Winnares       | Score | Score | Info                                           |
| ---- | -------------- | ----- | ----- | ---------------------------------------------- |
| 2014 | Amy Boulden po | 209   | –7    | Won de play-off van Kelly Tidy en Sally Watson |

| Toernooirecord |  | po = winnaar na play-off |